# 马里·阿尔卡蒂里
马里·本·阿穆德·阿尔卡蒂里（Mari Bim Amude Alkatiri，1949年11月26日—）是东帝汶被国际社会承认后的第一位总理，在2006年當地发生了几个星期的骚乱后被迫辞职。2017年，阿尔卡蒂里领导的左翼政党东帝汶独立革命阵线胜出議會選舉，他作为执政党总书记再次出任东帝汶总理。
阿卡提里出生于帝力，有10个兄弟姐妹。是具有也门血缘的阿拉伯人、穆斯林。他于1970年离开东帝汶到安哥拉学习，在地理学院学习地图测量，在东帝汶被印度尼西亚占领期间，他在安哥拉和莫桑比克流亡，在莫桑比克学习法律，1992年到1998年在莫桑比克马普托一个律师事务所担任高级法律咨询，从1995年开始为莫桑比克人民代表大会进行国际法和宪法的咨询。
阿卡提里是一个著名的谈判专家，正是由于他的努力，使得东帝汶在和澳大利亚的谈判中保有了帝汶海中的油气资源。
2006年5月份，由于他主张裁减一部分军队，被裁减的士兵认为他对待来自东西方的士兵不平等，从而引发长达几个星期的骚乱。叛乱士兵要求他辞职，即使总统收回他的主张也不能达到士兵们的满意。他最终被迫辞职。